# Callygris junctilineata
Callygris junctilineata är en fjärilsart som beskrevs av Walker 1862. Callygris junctilineata ingår i släktet Callygris och familjen mätare. Inga underarter finns listade i Catalogue of Life.